# Georges Wambst
Georges Eugène Wambst (21 de julho de 1902 — 1 de agosto de 1988) foi um ciclista francês que participou dos Jogos Olímpicos de Verão de 1924 em Paris, onde conquistou a medalha de ouro no contrarrelógio por equipes, juntamente com Armand Blanchonnet e René Hamel.